# Fotogrammi d'argento 1984
La 34ª edizione dei Fotogrammi d'argento, assegnati dalla rivista spagnola di cinema Fotogramas, si è svolta il 27 febbraio 1984.

## Premi e candidature

### Miglior film spagnolo
- El sur, regia di Víctor Erice

### Miglior film straniero
- Dans la ville blanche, regia di Alain Tanner  ·   Svizzera

### Miglior attrice cinematografica
- Amparo Soler Leal - Bearn o La sala de les nines
- Icíar Bollaín - El sur
- Assumpta Serna - Soldados de plomo
- Julieta Serrano - L'indiscreto fascino del peccato (Entre tinieblas)
- Laura del Sol - Carmen Story (Carmen)

### Miglior attore cinematografico
- Francisco Rabal - Truhanes
- Imanol Arias - Bearn o La sala de les nines
- Xabier Elorriaga - Victòria! La gran aventura d'un poble
- Fernando Fernán Gómez - Soldados de plomo
- Eusebio Poncela - El arreglo

### Miglior interprete televisivo
- Ana Diosdado - Anillos de oro
- Imanol Arias - Anillos de oro
- Verónica Forqué - Jardin de Venus
- Ana Maorza - Anillos de oro
- Àngels Moll - Viuda, pero menos

### Miglior interprete teatrale
- Esperanza Roy - Aqui no paga nadie
- Dagoll Dagom - Glups!
- Núria Espert - La tempesta
- Amparo Rivelles - El caso de la mujer asesinada
- Victoria Vera - La chica del asiento de atrás